# Abbaye de Gourdon
L’abbaye Sainte-Marie de Gourdon (appelée aussi abbaye de Léobard ou plus souvent abbaye nouvelle) est une ancienne abbaye cistercienne, fondée au XIIIe siècle par les moines de l'abbaye d'Aubazine, et qui était située sur le territoire de la commune de Léobard, dans le Lot.

## Histoire

### Fondation

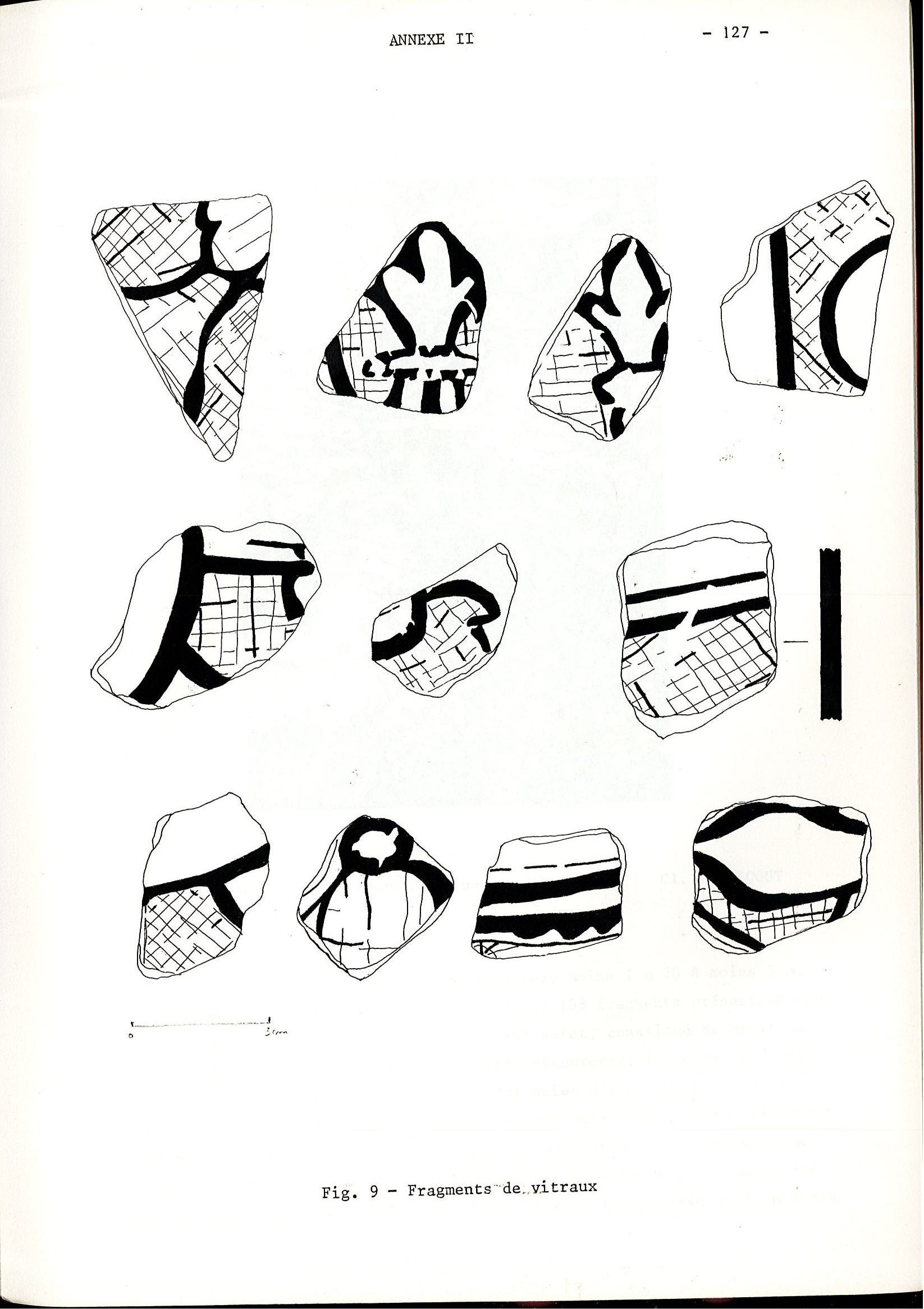
Fragments de vitraux trouvés lors de la compagne de fouilles d'août 1989.

L'abbaye de Gourdon est une abbaye-fille de l'abbaye d'Aubazine, fondée un siècle plus tard que les autres abbayes-filles de celle-ci. Les différences apparaissent très nettement dans le choix du site : alors que la plupart des abbayes cisterciennes répondent à l'adage « Bernardus valles amabat » (« Bernard [de Clairvaux] aimait les vallées »), l'abbaye nouvelle est construite sur un piton rocheux de moins de 2 000 m2, Pech-Gisbert, dominant la vallée du Céou. Le nom « de Gourdon » s'explique par le repentir du seigneur qui permet cet établissement : Guillaume de Gourdon, coseigneur de Gourdon, seigneur de Salviac et baron de la Bouriane, donne le 7 mars 1242 ce lieu aux moines d'Aubazine pour éviter un procès en catharisme.
L'abbaye est nommée « nouvelle » car une première tentative de fondation d'une abbaye dans cette région avait eu lieu, environ un siècle auparavant en 1150 par Saint-Étienne lui-même, dans la commune actuelle de Lavercantière. Cette abbaye fut déplacée dans le nord du bassin aquitain, à La Garde-Dieu. Il faut attendre un siècle pour avoir des conditions plus favorables à l'installation d'une abbaye cistercienne. deux facteurs importants à cette installation : une nouvelle ère économique prospère et l'apparition de l'hérésie albigeoise dans tout le Quercy. Les seigneurs de Gourdon, bertrand et son fils fortanier sont parmi les inculpés.

### Moyen Âge
Le 30 août 1267, Alphonse de Poitiers fait donations de pâturages à l'abbaye mais durant ces années des difficultés financières apparaissent à l'abbaye. Après ces donations nous trouvons trace de confirmation d'acquisitions. Il semble que le frère du roi ait ordonné à son sénéchal de rechercher la valeur des bien acquis dans ses fiefs et arrière-fiefs par le monastère depuis sa fondation. Le 1er décembre 1267 des saisies de biens et de revenus de l'abbaye sont faites par le sénéchal qui reçoit l'ordre de récréance jusqu'au 10 juin 1268. En mai 1270, un an avant sa mort, Alphonse de Poitiers confirme les acquisitions de l'abbaye nouvelle et établissait une charte d'amortissement pour un revenu de 66 livres de Cahors acquis par l'abbé d'Obazine au profit de l'abbaye nouvelle.
L'abbaye reste de taille modeste durant le Moyen Âge. Pour autant, elle croît et s'affermit. Ainsi, en 1273, une bulle de Grégoire X confirme les privilèges de l'abbaye. En 1287, les droits de l'abbaye sont reconnus durant l'assemblée des commissaires royaux à Villefranche-du-Périgord. On trouve cette même année mention du droit de basse justice de l'abbé sur le repaire de la Mothe et de Alboyses. On peut supposer aussi que l'église du monastère fut achevée à cette date. Quelques documents nous font mention de l'abbé de l'abbaye parmi les "exemptés" de 1312 à 1317.
Cette relative prospérité ne dure pas. Pendant la guerre de Cent Ans, les Anglais ainsi que les grandes compagnies ravagent l'abbaye : en 1367, une grande compagnie ravage les environs de Gourdon, en 1377, première prise de l'abbaye par les Anglais, « de même le samedi 21 février 1377 où les ennemis prirent l'Abbaye, nous avons transmis le fils de Na Sabatiera à Milhac pour avertir Messire de Thémines de la prise de l'Abbaye et nous lui avons donné 12 deniers […] nous avons envoyé pour la garde de l'église des Menoretas Bertran Duran, Arnal de banast et Huc Delestanc et ils ont veillé ici pour le guet cette nuit-là et huit nuits après nous donnions à chacun 12 deniers, cela monte 24 sols ». L'abbaye est pillée de 1380 à 1392, elle est à peu près ruinée dès 1387. Il semble bien que ces multiples prises de l'abbaye par les Anglais, de son pillage à de nombreuses reprises obligent l'abbé de l'abbaye à ne pas payer la décime au Vatican : un texte daté du 2 février 1393 atteste de ce fait. L'abbaye nouvelle est vraisemblablement devenue inhabitable vers 1380 et a recommencé à tomber en ruine vers 1387.
Une tentative de réoccupation des bâtiments semble avoir eu lieu aux alentours de 1392 sous l'abbé Géraud Porquier ; mais cette tentative semblait être vouée à l'échec car dès 1395 on constate deux dépositions, l'une d'un certain Dom Guillelmus de Sancto Claro et l'autre d'un certain Johannes Foresterii qui confirment la une nouvelle prise de l'abbaye par les Anglais.
Une réoccupations paraît plus vraisemblable au début du XVe siècle : réoccupation renforcée par le fait que dès 1405 un document atteste d'un paiement d'une décime au Vatican par l'abbé de l'abbaye . En 1453, alors que l'abbé Bernard de Maranzac mène une active politique de refondation de l'abbaye, il y a une consolidation de l'église avec le renforcement des contreforts septentrionaux, le renouvellement des baux en 1451, 1452 1458, 1460 et 1470. Diverses donations courant 1462 permettent d'envisager que l'abbé a pu consolider une partie des bâtiments. L'abbaye ne compte pourtant qu'un seul moine. C'est grâce à une bulle d'Alexandre VI Borgia et datée du 7 juillet 1502, que nous allons savoir dans quel état l'abbaye se situe au tout début du XVIe siècle. Le visiteur, Jean, abbé de La Faise intime l'ordre à l'abbé de l'abbaye (Jean de Ventadour) de réparer ou reconstruire (« restaurare sen de novo construi facere) le cloître, le réfectoire, le dortoir, l'église et de rajouter dans son abbaye six religieux de plus. On retrouve dans différents documents mention du réduit du couvent de l'abbaye nouvelle le 13 avril 1512 « apud et infra reductum Conventus Abbatie nove Marie de Gordonio ».
En 1552 les protestants ont pillé Gourdon et les campagnes environnantes. L'abbaye est de nouveau abîmée pendant les guerres de Religion.
En 1650, les derniers religieux présents quittent l'abbaye et l'abbatiale devient église paroissiale. C'est en 1658 lors de la visite de l'évêque de Cahors, Alain de Solminihac, que la décision de passage de l'église abbatiale en église paroissiale fut prise, certaines modifications sont entreprises de 1658 à 1669 : aménagement d'une rampe d'accès à l'église et d'une porte de style classique dans la façade occidentale.

### L'abbaye après les moines
En 1777 seule l'église est intacte. Cette même année on obligea l'abbé Duval de Varaire de Montmillari à réparer le couvent où ne résidait plus aucun moine. L'enquête une nouvelle fois nous indique dans quel état se situe l'abbaye en 1777 : « la principale partie de l'église est encore en état et sert à la place de l'ancienne église paroissiale, qui n'était qu'une crypte obscure et malsaine. Le reste des bâtiments claustraux était en ruines. Des arbres fruitiers poussaient parmi les décombres. Deux chambres encore à peu près logeables servaient de presbytère ». En 1788, les revenus sont établis : celui de la cure est de 400 livres, celui de l'abbaye est entre 2 000 et 2 400 livres. À la Révolution, l'abbaye est mise en vente, l'abbaye est vendue comme bien national à la commune,. Le 12 juin 1790 soumission est faite par la commune de l'abbaye nouvelle pour 22 995 livres et non 36 000 livres. Une restauration est faite en 1811, le portail d'entrée de la cour intérieur du monastère est rebâti,[réf. incomplète].
Ce portail perce le mur oriental de la salle capitulaire et donne accès à l'ancien cloître transformé en potager. D'autres restaurations sont faites en 1835. Dans un dossier concernant une volonté des habitants de l'abbaye nouvelle d'être séparés de la commune de Léobard datant du 1er avril 1848, on trouve un certain nombre de documents concernant le monastère, le maire de l'abbaye, M. Couderc, donne plusieurs justificatifs à cette demande « la section de l'abbaye possède à son chef-lieu, une vaste église, cimetière, maison presbytère avec cour et vaste jardin… » En 1898, c'est une visite de l'évêque de Cahors dans le diocèse et plus particulièrement Salviac et Gourdon qui nous fournit une description plus détaillée de l'abbaye nouvelle et son état de destruction : « combien sont intéressants les ruines amoncelées sur cette éminence curieuse l'église qui se dresse sur un des côtés de l'immense carré ! En y entrant, on croit avoir devant les yeux tout un édifice complet… la nef est spacieuse, les fenêtres larges et hautes selon le style du XIVe siècle, sans les ornements et les rayonnements de ses dernières années, au-dessus des fenêtres de puissants formerets relient les travées en longueur… tandis que les murs extérieurs et les toitures de celle-ci sont assez bien conservés, tout le reste est à l'abandon…
Boyer d'Agen fait également le même descriptif en 1901. En 1908, la famille Grandsault de la Coste de Léobard achète l'abbaye et tous les papiers sont perdus. M. Chaine, architecte des monuments historiques dressent les plans de l'abbaye en 1915. Une citerne est percée par la famille Grandsault Lacoste. En 1938, une porcherie est construite dans les anciens bâtiment des moines et l'extrémité orientale de l'église (le chœur). Durant la Seconde Guerre mondiale (1942-44), l'abbaye servira de cachette d'armes pour le maquis.
La municipalité ayant besoin d'un potentiel de pierres pour la construction des murs des deux cimetières, ceux de Léobard et de l'Abbaye, c'est, cette fois, la façade occidentale du bâtiment des convers qui saute à la dynamique en 1954. Entre 1954 et 1986, ce sont les voisins et habitants de l'abbaye qui l'exploitent comme carrière de pierres, l'angle sud-est de l'enceinte et le mur du chauffoir sont détruits. L'abbé Barbier (30 juin 1959) nous signale l'état de l'abbaye. Les protestations impuissantes de ce curé n'empêchent pas les destructions organisées. Une campagne de fouille archéologique est conduite en août 1989 et sous prescription du service archéologique de la DRAC Midi-Pyrénées (F. Pécout, responsable d'opération, université de Montpellier) afin de d'établir un plan d'ensemble et de réaliser un sondage dans l'église. Classement du bâtiment en 1995.

## L'abbaye
L'abbaye a été construite sur un rocher calcaire (le Pech-Gisbert) de forme trapézoïdale dont on a artificiellement agrandi la superficie. Pour que l'église soit à la même hauteur que celle des bâtiments claustraux, sa construction s'appuie sur des salles basses. Celles-ci sont constituées d'une nef unique de 35,44 m de longueur sur 7,30 m de largeur pour les deuxième, troisième et quatrième travées ; la première travée a 7,26 m de largeur. Cette nef s'oriente de 30° vers le sud donnant à l'édifice une orientation d'ouest-nord-ouest à est-sud-est. des voûtes d'arêtes sans doubleaux divisent la nef en quatre travées ; ces voûtes sont constituées d'un appareillage en calcaire tendre soigné. La voûte de la première travée culmine à 5,46 m, 4,26 m pour la seconde, 5 m pour la troisième, 4,20 m pour la quatrième. La nef dans sa partie la plus importante c'est-à-dire 25 m de long, est éclairée sur deux côtés. La première travée est éclairée par une légère ouverture au-dessus de la porte et juste en dessous de la voûte. Les autres ouvertures sont dans les trois dernières travées, elles sont placées très hautes (4,40 m) et étroites (40 cm).

## Filiation et dépendances
Gourdon est fille de l'abbaye d'Aubazine.